# Мирзахидбаев, Шокирхон Каландарович
Муҳаммад Шокир Мирзохидбай Қаландар огли (узб., тадж.: Муҳаммад Шокир Мирзохидбой Қаландар ўғли; 1834, Риштан, Кокандское ханство, Узбекистан – 7 октября 1918, Маргилан, Туркестанская Автономная Советская Социалистическая Республика) – староста (мингбоши) Риштанской волости, общественный деятель, предприниматель, меценат.

## Биография
Муҳаммад Шокир Мирзохидбай Қаландар огли родился 1834 году в Риштане (Рошидон) в период правления Кокандского хана Сайид Мухаммад Алихана (Мадали-хан, 1822-1842) в семье Мирзо Қаландарв старосты (мингбоши) селения Рошидон Риштан, и за справедливое правление народ прозвал его «справедливый староста Қаландар (мингбоши)». В 1850 году в 16 лет Шокир был назначен заместителем (ноиб) своего отца, а после смерти последнего в 1877 году стал старостой Риштана (Рошидон).
Муҳаммад Шокир Мирзохидбай Қаландар огли являлся главой Рошидона 30 лет (1877-1907). За постоянную заботу о людях и справедливое правление народ ласково назвал его «Шокир-Ота» («Отец-Шакир»).
В годы его правления в Рошидоне была возведена поныне действующая мечеть «Ходжа Илгор», построены медресе, ханака, несколько школ, библиотека, больница, бани, мельницы, распределительный водозабор и каменный мост. Были расширены площади садов, особенно урюковых, увеличились объёмы производства хлопка и зерна.
Особое внимание он уделял строительству новых арыков и следил за их сохранностью, чистотой, контролировал и поддерживал мирабов – ответственных за арыки. Ежегодно организовывал совместный труд (хашар), выводил риштанцев на строительство новых арыков и чистку имеющихся (напр., от Риштана до Сарыкургана), строил водозаборы, вследствие чего при его правлении арыки в Риштане были полноводными, в них всегда текла чистая вода.
Шокир-ота был глубоко религиозным человеком, преданным делу ислама и идее верховенства правосудия в соответствии с Кораном и Сунной. На личные сбережения в 1898-1899 годах в Шахимардане он восстановил мавзолей двоюродного брата, зятя и сахабы пророка Мухаммада, выдающего политического и общественного деятеля Хазрата Али, который был разрушен во время сильных землетрясений в 1822 и 1899 гг. На восстановления мавзолея из личного сбережения вложил 60 тыс.рублей (для сравнения лошадь в то время стоила 60 рублей). Достоверно известно, что строительные материалы доставлялись в Шахимардан из Риштана.
Шокир-ота был большим поклонником восточной поэзии и литературы, дружил и поддерживал известных поэтов и мыслителей своего времени, таких как Мукими, Фуркат, Мухаййира, Завкий, Нодим Намангоний, Рожий Маргилоний, Рожий Хукандий, Бокий и других.
Гостеприимность Шокира-мингбоши, а также полноводные риштанские арыки поразили великого поэта Мукими, который в своем стихотворном произведении «Путешествия» писал.:

 Аммо назарда Рошидон, Фирдавс боғидан нишон. Ўйнаб оқар оби равон, Саҳни гули гулзор экан.

Мингбошиси Шокир — ноиб, Ҳимматда бир Ҳотам тойиб. Бўлсанг унга меҳмон агар, Жонигача нисор экан. 
В последние годы жизни, уже не будучи старостой Риштана, Шокир-мингбоши постоянно указывал на необходимость контроля за состоянием водных сооружений, за их сохранностью и чистотой. Он часто говорил:

Мендан кейин сувга тўймайсизлар. (После меня вряд ли будет у вас столько воды.)
И в самом деле после смерти Шокир-ота когда-то полноводные арыки начали превращаться в болота, а в настоящее время в знаменитых ранее арыках "риштан", "дутир", "зарарик" и других месяцами не течет вода, о питьевом же качестве воды в них вообще не может идти речи.
Непосредственную поддержку во времена Шокира-мингбоши получило гончарное производство. К началу XX века в селе насчитывалось более 80 кустарных гончарных мастерских, в которых работало 300 человек. Шокир-ота постоянно материально поддерживал мастеров гончарного производства. Зная, что Риштан являлся крупнейшим в Ферганской долине центром бытовой керамики, обслуживавшим как городских, так и сельских жителей он пропагандировал развитие этой отрасли, для чего выдавал из личных сбережений беспроцентные займы тем, кто хотел создать новые или расширить имеющиеся гончарные мастерские.
При поддержке Шокир-ота изделия лучших риштанских мастеров – усто Муллы Мадамина Ахуна, усто Тохты, усто Сали, усто Бой Ниязмат, усто Абдусаттар, усто Ульмас Ортыкбай и других –  начали выставляться на всероссийских выставках-ярмарках, а 1900 году они успешно экспонировались на Всемирной выставке в Париже, где мировые ценители керамических изделий дали высокую оценку риштанской керамике, сравнивая её с лучшими европейскими майоликами, способной, как изделия, конкурировать и в международном масштабе. И как и сотни лет назад, во времена Великого Шёлкового пути, мир вновь увидел керамику риштанских гончаров.
В 1904 году на промышленной и кустарной выставке в Фергане мастер из Рошидона, сын и ученик великого мастера усто Баба Салима, Баба Ходжи Мирсалим-кузагар (1876-1940 гг.) за изготовленный им глиняный самовар получил из рук военного губернатора области генерала-майора В.И. Покотило золотую медаль. Продукция риштанских гончаров вновь начала поступать во многие города Средней Азии, а некоторые мастера стали открывать собственные торговые лавки на базарах Коканда, Маргилана, Самарканда, Ташкента и других городов. В Рошидон стали приезжать обменяться опытом мастера из Андижана, Канибадама, Гиждувана, Карши, Шахрисабза.
За мудрость и справедливость Шокир-ота был в особом почете у старост волостей Ферганской долины, которые прислушивались его советам. В частности, по его совету состоялась свадьба (суннат) сына старосты города Канибадама Ярмата-мингбаши, в последующем известного советского, таджикского и узбекского актёра, кинорежиссёра, сценариста, Лауреата Сталинской премии второй степени (1948), Народного артиста СССР (1959), Героя Социалистического Труда (1973), Камиля Ярматовича Ярма́това (1903-1978).
Шокир-ота являлся одним из немногих старост волостей Российской Империи, неоднократно отмеченным Его Императорским Величеством. За постоянную заботу о людях, за преданную и достойную службу во благо своего народа Шокирхон Каландарович Мирзахидбаев был награждён 3 орденами и 3 медалями Российской Империи.
1905 году «Обществом попечения о бедных и больных детях» Российской империи, состоящих под покровительством Ея Императорского Высочества Елизаветы Маврикиевны издана книга «Золотая книга Российской империи». В книгу включены сведения о самых известных в ту пору гражданах Российской империи, политиках и общественных деятелях, видных ученых, писателях, композиторах, предпринимателях, меценатах, которые составили гордость и славу России во второй половине XIX - начале XX века. Интересна она и тем, что на её 50 страницах включены сведения, связанные с историей Туркестана, входившего в тот период в состав Российской империи. С гордостью можно констатировать, что в книге наравне с Д.И.Менделеевым (химик), И.П.Павловым (физиолог и фармаколог), Л.Н.Толстым (писатель), М.Горьким (писатель), И.Е.Репиным (художник) гордость и славу Туркестана и всей России представил Муҳаммад Шокир Мирзохидбай Қаландар огли (Шокир ота).
Об авторитете этого человека может сказать и следующий эпизод: в Риштане 12 июля 1916 года у двора мечети «Хужа Илгор», где «разъясняли» царский указ от 25 июня 1916 г. «О привлечении мужского инородческого населения империи для работы по устройству оборонительных сооружений и военных сообщений в районе действующей армии, а равно для всяких иных, необходимым для государственной обороны работ», разыгралось настоящее сражение. В соответствии с указом правительство намеревалось мобилизовать мужское население восточных окраин в возрасте от 19 до 31 года. Восставшие риштанцы, вооруженные камнями и палками, напали на местного пристава и его охрану. Окруженные стражники ответили стрельбой и ранили трех человек. Только прибывший на место 82-летний Шокир-ота смог успокоить восставших и спас от неминуемой смерти пристава, а также уговорил прибывших из Коканда главу уезда и начальника воинской команды не арестовывать восставших.

## Смерть
При жизни Шакир ота завещал о том, что в случаи его смерти похоронит его на кладбище Мухаммада Ханафия расположенного рядом с мечети Хужа Илгор, у ног могилы великого мыслителя мусульманского права пира Суярхон туры. Однако это осталось для него мечтой, так как по пути из Оша в Риштан, в Маргилане 84-летний Муҳаммад Шокир Мирзохидбай Қаландар угли был арестован большевиками.
Он был обвинен в поддержке первого демократического и светского независимого государство в Средней Азии,  Туркестанскую автономию, известная так же как "Кокандская автономия", которая просуществовала со столицой г. Кокандом с 27 ноября 1917 года по 22 февраля 1918 года на территории современных Узбекистана, Таджикистана, Казахстана и Кыргызстана.
. 
Несмотря на почтенный возраст 7 октября 1918 года в Маргилане,  Муҳаммад Шокир Мирзохидбай Қаландар угли объявлен  «врагом народа» и без суда и следствия расстрелян. Похоронен в Маргилане, так трагически оборвалась жизнь преданного сына своего народа.

## Память
- Квартал (махалля) в г. Риштане, где родился Мирзахидбаев Шокирхон Каландарович, назван его именем – «Шокир-ота Махалласи».
- В романе писателя С.Абдуллы Мукими.